# Kanton Plateau de Millevaches
Der Kanton Plateau de Millevaches ist ein französischer Wahlkreis im Département Corrèze in der Region Nouvelle-Aquitaine. Er umfasst 33 Gemeinden in den Arrondissements Tulle und Ussel. Bei der landesweiten Neuordnung der französischen Kantone wurde er 2015 neu geschaffen mit dem Bureau centralisateur in Meymac.

## Gemeinden
Der Kanton besteht aus 33 Gemeinden mit insgesamt 10.290 Einwohnern (Stand: 1. Januar 2022) auf einer Gesamtfläche von 983,01 km²:
| Gemeinde                      | Einwohner 1. Januar 2022 | Fläche km² | Dichte Einw./km² | Code INSEE | Postleitzahl | Arrondissement |
| ----------------------------- | ------------------------ | ---------- | ---------------- | ---------- | ------------ | -------------- |
| Alleyrat                      | 103                      | 14,76      | 7                | 19006      | 19200        | Ussel          |
| Ambrugeat                     | 209                      | 29,57      | 7                | 19008      | 19250        | Ussel          |
| Bellechassagne                | 100                      | 13,34      | 7                | 19021      | 19290        | Ussel          |
| Bonnefond                     | 114                      | 45,06      | 3                | 19027      | 19170        | Tulle          |
| Bugeat                        | 741                      | 30,99      | 24               | 19033      | 19170        | Tulle          |
| Chavanac                      | 49                       | 9,85       | 5                | 19052      | 19290        | Ussel          |
| Chaveroche                    | 272                      | 18,26      | 15               | 19053      | 19200        | Ussel          |
| Combressol                    | 385                      | 25,43      | 15               | 19058      | 19250        | Ussel          |
| Darnets                       | 309                      | 25,42      | 12               | 19070      | 19300        | Ussel          |
| Davignac                      | 233                      | 30,14      | 8                | 19071      | 19250        | Ussel          |
| Gourdon-Murat                 | 85                       | 15,81      | 5                | 19087      | 19170        | Tulle          |
| Grandsaigne                   | 48                       | 19,92      | 2                | 19088      | 19300        | Tulle          |
| Lestards                      | 115                      | 18,52      | 6                | 19112      | 19170        | Tulle          |
| Lignareix                     | 162                      | 9,38       | 17               | 19114      | 19200        | Ussel          |
| Maussac                       | 446                      | 13,78      | 32               | 19130      | 19250        | Ussel          |
| Meymac                        | 2.326                    | 87,15      | 27               | 19136      | 19250        | Ussel          |
| Millevaches                   | 77                       | 11,54      | 7                | 19139      | 19290        | Ussel          |
| Péret-Bel-Air                 | 84                       | 15,49      | 5                | 19159      | 19300        | Ussel          |
| Pérols-sur-Vézère             | 199                      | 46,98      | 4                | 19160      | 19170        | Ussel          |
| Peyrelevade                   | 831                      | 66,43      | 13               | 19164      | 19290        | Ussel          |
| Pradines                      | 86                       | 19,59      | 4                | 19168      | 19170        | Tulle          |
| Saint-Angel                   | 705                      | 47,54      | 15               | 19180      | 19200        | Ussel          |
| Saint-Germain-Lavolps         | 101                      | 21,89      | 5                | 19206      | 19290        | Ussel          |
| Saint-Merd-les-Oussines       | 109                      | 42,46      | 3                | 19226      | 19170        | Ussel          |
| Saint-Pardoux-le-Vieux        | 293                      | 15,80      | 19               | 19233      | 19200        | Ussel          |
| Saint-Rémy                    | 236                      | 30,96      | 8                | 19238      | 19290        | Ussel          |
| Saint-Setiers                 | 266                      | 46,78      | 6                | 19241      | 19290        | Ussel          |
| Saint-Sulpice-les-Bois        | 78                       | 22,92      | 3                | 19244      | 19250        | Ussel          |
| Sornac                        | 773                      | 59,48      | 13               | 19261      | 19290        | Ussel          |
| Soudeilles                    | 297                      | 20,39      | 15               | 19263      | 19300        | Ussel          |
| Tarnac                        | 338                      | 67,46      | 5                | 19265      | 19170        | Tulle          |
| Toy-Viam                      | 35                       | 9,93       | 4                | 19268      | 19170        | Tulle          |
| Viam                          | 85                       | 29,99      | 3                | 19284      | 19170        | Tulle          |
| Kanton Plateau de Millevaches | 10.290                   | 983,01     | 10               | 1912       | –            | –              |

## Politik
| Vertreter im Departementrat | Vertreter im Departementrat      | Vertreter im Departementrat |
| Amtszeit                    | Namen                            | Partei                      |
| --------------------------- | -------------------------------- | --------------------------- |
| 2015–                       | Christophe Petit Nelly Simandoux | UMP                         |